# Надпоріжник
Надпоріжник — архітектурний елемент сакральної або житлової будівлі, верхня частина дверного одвірка.
На Волині в зрубних хатах надпоріжник прикріплювали рівно або навскіс до одвірка. Іноді надпоріжника не було взагалі, а одвірки прикріплювали прямо до частини стіни над дверями.